# Graydon Creed
Graydon Creed è un personaggio immaginario della Marvel Comics, creato da Scott Lobdell e Brandon Peterson e apparso per la prima volta in The Uncanny X-Men n. 299 dell'aprile del 1993. È figlio dei mutanti Sabretooth (Victor Creed) e Mystica (Raven Darkhölme) ma, nonostante ciò, lui è un normale essere umano.

## Biografia
Fingendo di essere la spia tedesca Leni Zauber, Mystica riuscì a sedurre l'assassino Victor Creed, alias Sabretooth, e dal loro rapporto è nato un normale bambino umano, Graydon Creed. Mystica decise di darlo in adozione e, dopo aver scoperto di essere figlio di mutanti che l'hanno abbandonato, Graydon cominciò a provare un forte odio nei loro confronti.
Diventato adulto, Graydon formò il gruppo degli Amici dell'Umanità, dedito all'opposizione ai diritti civili dei mutanti commettendo atti di terrorismo contro di loro o contro dei simpatizzanti, e approfittando delle azioni di mutanti violenti come Magneto per raccogliere sostegni da parte del popolo.

### Upstarts
Creed si unì anche agli Upstarts, un gruppo di persone ricche e potenti riunite da Selene e da Gamemaster con lo scopo di uccidere i mutanti per ottenere punti, come in un gioco. Dopo aver scoperto chi erano i suoi genitori, Creed ha cercato di ucciderli come parte di tal gioco. Assunse quindi l'identità di Tribune, facendosi aiutare da alcuni assassini da lui assoldati.
Creed fu poi obbligato a rivelare la posizione dei prigionieri degli Upstarts dai New Warriors, che minacciarono di rendere pubblico il fatto che fosse figlio di mutanti.

### Morte
In seguito Creed si candidò alle elezioni presidenziali cominciando una campagna anti-mutanti. Sfruttando la paura pubblica nei confronti dei mutanti, la popolarità di Creed crebbe, il che portò il quotidiano Daily Bugle a lanciare un'indagine sulle sue attività. Un giornalista del Bugle, dopo aver scoperto della sua parentela, è stato ucciso da Bastion, capo dell'operazione Zero Tolerance, per impedire che la notizia trapelasse. Alcuni X-Men sono tuttavia riusciti a infiltrarsi nella campagna presidenziale di Creed, che perciò ha avuto come assistenti Bobby Drake (sotto lo pseudonimo di "Drake Roberts") e Sam Guthrie (sotto lo pseudonimo di "Samson Guthry").
Il giorno prima delle elezioni, Creed venne assassinato durante un discorso elettorale da un raggio di plasma, che lo ha completamente disintegrato. Si è poi scoperto che a sparare è stata una versione futura di Mystica, che aveva giurato di uccidere Graydon per via del brutale attacco degli Amici dell'Umanità a Trevor Chase, nipote della sua amante Destiny.

### Purificatori
Il cadavere di Graydon Creed venne poi rinvenuto dai Purificatori, che lo portarono alla loro base. Venne così resuscitato da Bastion utilizzando il virus tecno-organico di una "figlia" di Magus. Creed in seguito ha reso pubblico il suo ritorno, affermando che la sua morte è stata finta per permettergli di nascondersi ed evitare la persecuzione dei mutanti.
Durante la serie Secondo avvento Graydon Creed viene ucciso da Hope Summers insieme a Steven Lang.

### Alla ricerca di Wolverine
Durante Alla ricerca di Wolverine, Sabretooth, Lady Deathstrike e Daken si trovano ad affrontare alcuni zombi. Sabretooth si rende conto che uno di essi è suo figlio Graydon, e si ritrova ad affrontarlo, cercando di capire, invano, come sia tornato in vita. Graydon viene poi pugnalato al collo da Lady Deathstrike.

## Altre versioni

### L'era di Apocalisse
Nell'Era di Apocalisse Graydon Creed si fa chiamare "Horror Show" e fa parte della squadra degli X-Terminated. Durante il crossover X-Termination, il viaggio a casa di Nightcrawler ha portato alla liberazione di tre esseri malvagi, causando diverse vittime tra cui Sabretooth e Horror Show.

### Age of X
In Age of X, Graydon Creed è il capo di una squadra di resistenza che ha messo i mutanti in pericolo di estinzione.

### House of M
In House of M, dopo l'acquisizione di Genosha da parte di Magneto, Graydon Creed è salito alla ribalta come attivista anti-mutante, diventando amico del vicepresidente Bolivar Trask. La sua attività fu di breve durata poiché Magneto inviò Sabretooth per ucciderlo. Il corpo massacrato di Graydon Creed è stato trovato da alcuni agenti del governo e Trask ha poi finto che la sua morte fosse il risultato di un incidente per prevenire il panico generale.

### Mutant X
Nella realtà della serie a fumetti Mutant X, Graydon Greed divenne presidente degli Stati Uniti dopo la scomparsa di Mister Fantastic. Graydon ha anche ripristinato lo SHIELD e promosso Nick Fury a generale.

## In altri media

### Televisione
Graydon Creed è apparso nella serie animata Insuperabili X-Men, dove viene doppiato da Diego Sabre in italiano e da John Stocker in inglese. In questa serie il nome di suo padre da Victor Creed è stato cambiato in Graydon Creed Senior, lasciando perciò intendere che il suo nome sia invece Graydon Creed Junior. Da notare che nella serie sua madre dica esplicitamente che gli unici figli da lei avuti, per lo meno prima che conoscesse Rogue, siano lui e Nightcrawler, mentre nel fumetto Creed aveva anche altri fratellastri.
Nella seconda stagione, dove risulta essere uno dei nemici principali, Creed viene rappresentato come il malvagio capo degli Amici dell'Umanità, da lui creati per far ricadere sui mutanti, da lui odiati, delle colpe che in realtà non hanno. La stima dei suo uomini su di lui tuttavia collassa quando Wolverine fa in modo che scoprano che si tratta del figlio di Sabretooth, un mutante.
Creed viene visto nuovamente nella quinta stagione, dove, per farsi accettare nuovamente tra gli Amici dell'Umanità, è intenzionato a uccidere i suoi parenti mutanti. Dopo aver fallito i membri del consiglio degli Amici dell'Umanità lo puniscono portandolo da Sabretooth.